# Bekir Özlü
Bekir Özlü –nacido como Betkil Shukvani, en georgiano, ბეთქილ შუქვანი– (Mestia, 30 de agosto de 1988) es un deportista georgiano, nacionalizado turco, que compitió en judo. Ganó una medalla de plata en el Campeonato Europeo de Judo de 2011, en la categoría de –60 kg.

## Palmarés internacional
| Representando a Georgia |                    |                  |           |
| Campeonato Europeo      |                    |                  |           |
| Año                     | Lugar              | Medalla          | Categoría |
| 2011                    | Estambul (Turquía) | Medalla de plata | –60 kg    |